# Бобринский, Алексей Алексеевич (1861)
Граф Алексе́й Алексе́евич Бо́бринский (9 [21] декабря 1861, Москва, Российская империя — 4 декабря 1938, Суизи, Тироль, Италия) — русский этнограф, этнолог и археолог из третьей линии рода Бобринских.

## Биография
Второй сын московского предводителя дворянства графа Алексея Васильевича Бобринского и Софии Алексеевны Шереметевой. По линии отца — внук участника декабристских организаций Василия Алексеевича Бобринского от второго брака с Софьей Прокофьевной Соковниной (1812—1869), а также праправнук императрицы Екатерины II. По линии матери — внук декабриста Алексея Васильевича Шереметева и Екатерины Сергеевны Шереметевой. Имел старшего брата Василия (умершего в младенчестве) и младших брата Владимира и сестру Екатерину (в будущем супругу князя Петра Дмитриевича Святополк-Мирского). Получил домашнее образование.

В 1895 году Алексей Алексеевич организовал на свои средства первую из трёх научных экспедиций в Среднюю Азию и на Памир. Вместе с профессором Московского университета зоологом Николаем Васильевичем Богоявленским он отправился в Заравшан. В 1898 году состоялась следующая поездка под эгидой Императорского Московского Общества любителей естествознания, антропологии и этнографии. В число участников экспедиции вошёл Александр Александрович Семёнов, впоследствии видный ориенталист. В течение четырёх месяцев они прошли от Самарканда, через Зарафшанские горы, Каратегин, Дарваз, долину реки Пяндж в селение Калаи Хумб, через долину реки Яхсу в селение Пата-Гиссар на правом берегу Амударьи и вернулись в Самарканд. Профессор Богоявленский писал:
«Разделение труда членов экспедиции было таково: гр. А. А. Бобринский взял на себя изучение внешнего быта, преимущественно его орнамента. А. А. Семёнов поставил себе задачей изучение языка и фольклора народонаселения, на мне же лежало изучение горцев в антропологическом отношении, собирание зоологического материала, фотографирование, метеорологические и географические наблюдения»
В 1901 году А. А. Бобринской и Н. В. Богоявленский побывали в верховьях реки Пяндж. Собранная в результате экспедиций этнографическая коллекция вышитых и вязаных предметов костюма хранится в Этнографическом музее Санкт-Петербурга.
За свои заслуги граф Бобринский был принят в действительные члены Общества естествознания, антропологии и этнографии и Русского географического общества (1905).
Кроме научной деятельности Алексей Алексеевич занимался благотворительностью. В 1888 году в имении Бобрики граф основал конезавод, также продолжал дело отца по лесоразведению. При усадьбе были созданы богадельня, школа рукоделия и домоводства для девочек.
В 1916 году после смерти первой супруги Алексей Алексеевич продал Бобрики местному земству, по одним данным — с условием создать здесь лесную академию, по другим — сельскохозяйственную школу. В конце 1918 года граф Алексей Бобринский эмигрировал в Италию, оставив своё собрание восточных древностей «на хранение» в Эрмитаже. Среди них особенно известен бронзовый котелок Бобринского, отлитый в 1163 году в Герате.
За границей поселился у подножья Доломитовых Альп в местечке Сайс, или Сьюзи. Ещё в 1909 году там началось строительство его виллы. Позднее из-за экономического кризиса Бобринский сначала преобразовал её в частный пансион, а потом в 1936 году продал. Скончался 4 декабря 1938 года и был похоронен на местном кладбище.

## Труды
Граф Алексей Бобринский был автором книг:
- «Зеравшанские горы и верховья Аму-Дарьи» (1899);
- «Горцы верховья Пянджа (Ваханцы и ишкашимцы)» (1908).

В 1900 году он опубликовал коллекцию вышивок «Орнамент горных таджиков Дарваза (Нагорная Бухара)». За этот труд он был удостоен золотой медали Императорского Археологического Общества.В 1910—1914 годах был издан альбом «Народные русские деревянные изделия: предметы домашнего, хозяйственного и отчасти церковного обихода», состоявший из 12 выпусков. В 1916 году вышел первый выпуск издания «Резной камень в России». Второй выпуск, посвящённый древнерусским надгробным плитам, и третий выпуск о памятниках Армении и Грузии так и не были изданы, а часть материалов утеряна. В 1931—1932 годах Бобринский продолжил работу над трудом «Народные русские деревянные изделия», написав в подробный текст к этому изданию.
После смерти учёного вдова передала в белградский искусствоведческий центр архив Бобринского, который погиб при
бомбежке Белграда в 1941 году.

## Семья
Первой супругой графа Бобринского стала Елизавета Александровна, урождённая Лиза Петерсон (ум. 4 декабря 1915). Согласно легенде, она была певицей в «Яре», где и познакомилась с графом. Когда она заболела, Бобринские покинули Россию и поселились в Италии, но в 1914 году с началом войны супруги вернулись. В 1915 году Елизавета Александровна скончалась и была похоронена в имении Бобрики рядом с семейной усыпальницей, так как не принадлежала к аристократическому роду. Алексей Алексеевич писал:
На днях я похоронил мою жену и положил её около часовни, а потому всё это место мне вдвойне дорого
Второй супругой Бобринского стала выпускница Строгановского училища Мария Дмитриевна Вакарина (2/14 мая 1886, Москва — 9 июня 1958, Альпе-де-Сьюзи), к которой он обратился с просьбой вышить покрывало для часовни с захоронением первой жены. Бракосочетание состоялось 10 марта 1918 года в церкви Святого Николая Чудотворца в Гнездниках. В конце 1918 года они эмигрировали в Италию. По воспоминаниям очевидцев Мария Дмитриевна, которую «он спас, забрал с собой из разорённой революцией России», обращалась к мужу только по имени-отчеству или почтительно «граф».
Оба брака графа Бобринского были бездетны, и с его смертью пресеклась младшая ветвь рода Бобринских.